# Kloster Aufhausen
Kloster Aufhausen  ist ein ehemaliges Kloster der Kongregation vom Oratorium des heiligen Philipp Neri (Philippiner) in Aufhausen in Bayern im Bistum Regensburg. Zwischendurch Benediktinerpriorat, ist es mittlerweile wieder ein Oratorium zunächst der Brüder vom Heiligen Blut (FSS), seit 2012 der Kongregation des Oratoriums des hl. Philipp Neri in Aufhausen (CO) sowie eine Niederlassung der Dienerinnen vom Heiligen Blut (SAS), die kirchenrechtlich gesehen einen öffentlichen Verein des kanonischen Rechts mit Rechtspersönlichkeit darstellen.

## Geschichte
Das Maria Schnee geweihte Kloster wurde im späten 17. Jahrhundert durch den örtlichen Pfarrer Johann Georg Seidenbusch gegründet. Das Kloster wurde während der Säkularisation in Bayern nicht aufgehoben und erhielt den Titel „Königliches Nerianerinstitut“ (bis 1829). 1886 starb der letzte Propst. 1890 übernahmen Benediktiner aus dem niederbayrischen Kloster Metten die leerstehenden Gebäude. Sie errichteten einen Neubau und ein Priorat. 1978 wurde das Priorat wieder aufgegeben. 
Seit 2006 befindet sich in Aufhausen eine Niederlassung der von Pater Winfried M. Wermter gegründeten Brüder vom Heiligen Blut (FSS), denen der Bischof von Regensburg die Pfarrei zur Seelsorge übertrug. Aus ihnen ging 2012 die Kongregation des Oratoriums des Hl. Philipp Neri in Aufhausen (CO) hervor. Den Oratorianern stehen die 2009 ebenfalls von Wermter gegründeten, organisatorisch selbstständigen Dienerinnen vom Heiligen Blut (SAS) zur Seite. Mit einem gemeinsamen Freundeskreis, der 2009 bestätigten Gemeinschaft vom Heiligen Blut (CSS), bilden sie die Geistliche Familie zum Heiligen Blut. 